# Team Davey
La Team Davey était une écurie de sport automobile anglaise fondée par le pilote Tim Lee-Davey ayant participé à des manches du Championnat du Japon de sport-prototypes ainsi qu'au Championnat du monde des voitures de sport et aux 24 Heures du Mans.

## Histoire

### Saison 1988
En 1988, année de création de l'écurie britannique, l'équipe s'engage dans le Championnat du monde des voitures de sport avec une Tiga GC88 motorisée par un Ford Cosworth DFL 3,5 L V8 Turbo dans la catégorie C1. Il était prévu qu'elle participe aux 1 000 kilomètres de Silverstone au volant de Tim Lee-Davey et du pilote-cascadeur britannique Val Musetti (en) mais la voiture ne s'est pas présentée à l'épreuve. 

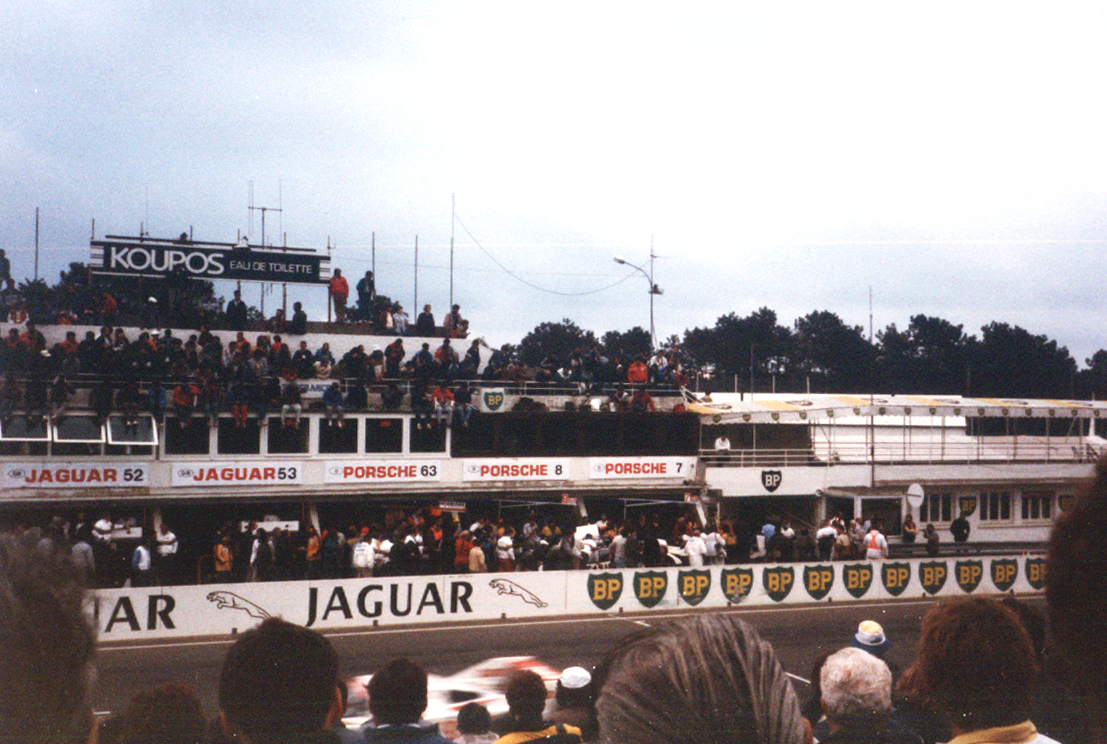
L'allée des stands lors des 24 Heures du Mans durant les années 1980

C'est donc aux 24 Heures du Mans que l'écurie fait ses grands débuts. L'équipage évolue par rapport à l'engagement effectué lors de la précédente manche, et Val Musetti (en) est remplacé par Tom Dodd-Noble (de). L'écurie se qualifie en 47e place sur la grille de départ. La course est également décevante car la voiture doit abandonner après avoir parcouru cinq tours pour cause de problème électrique. À la suite de cela, l'écurie prend part à la manche tchécoslovaque du championnat, les 360 kilomètres de Brno. Lors de cette manche, la voiture est totalement détruite durant les essais par un feu. Cette mésaventure aurait pu mettre un terme à la vie de l'écurie mais celle-ci, durant le même week-end, commande une nouvelle Porsche 962C, le châssis 138, qu'elle prend en mains quelques semaines plus tard aux 1 000 kilomètres du Nürburgring. Pour cette manche, le pilote germanique Peter Oberndorfer (de) rejoint l'équipage de la voiture. Pour la première participation de la voiture à une compétition officielle, la voiture se qualifie en 31e et dernière position sur la grille de départ. Cette manche du championnat a également la particularité d'être coupée en deux manches de 500 km, l'une le samedi soir et l'autre le dimanche. Les temps de chaque manche sont ensuite combinés afin de déterminer un gagnant général. L'écurie finit ainsi en 10e et dernière position de la première manche à cinq tours du vainqueur. Elle doit abandonner lors de la seconde manche à la suite d'un accident. 

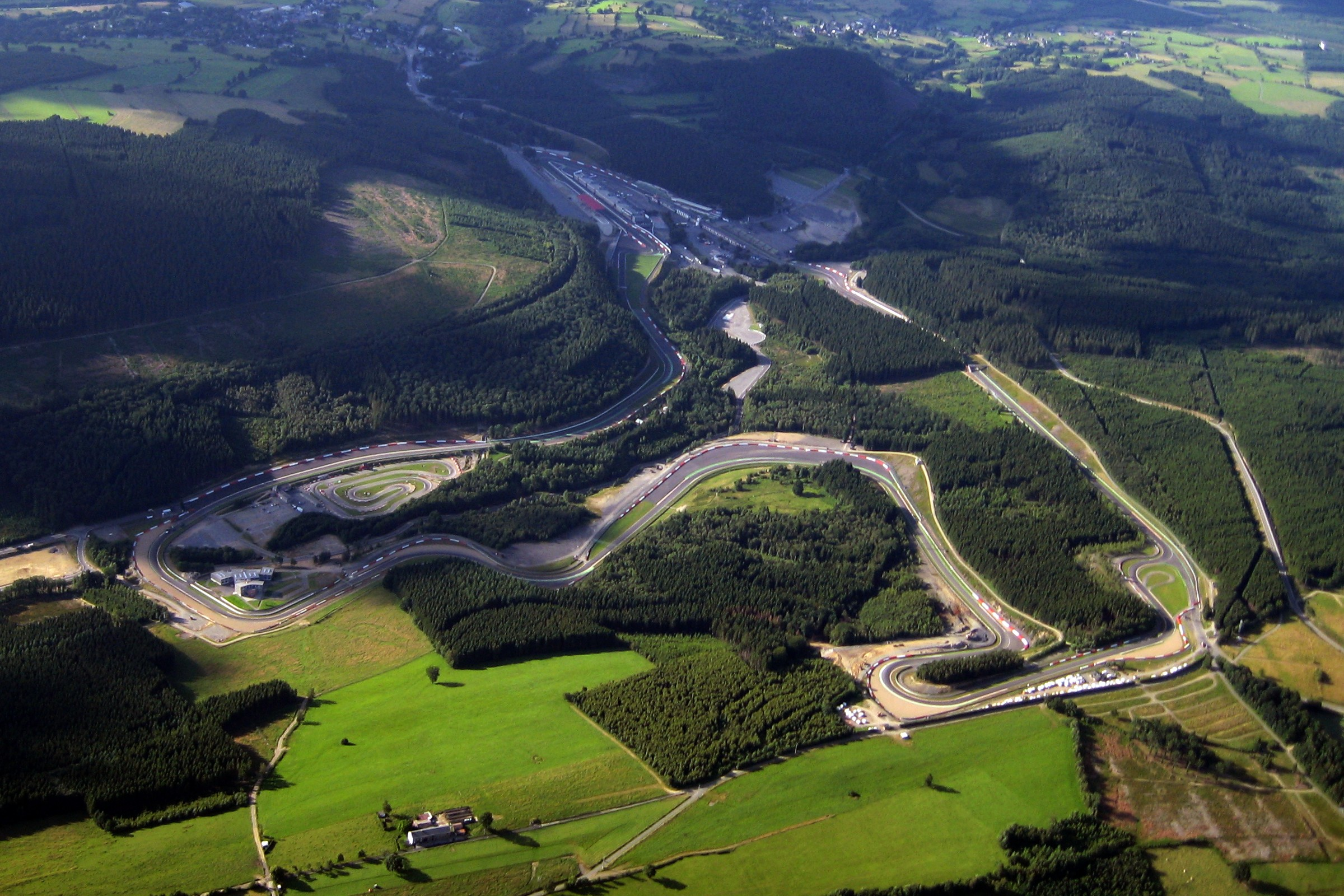
Le Circuit de Spa-Francorchamps

Pour les 1 000 kilomètres de Spa, la voiture réalise des progrès significatifs en se qualifiant en 11e position. Ces progrès sont ensuite confirmés en course par une 8e place qui lui permet d'inscrire les premiers points au championnat de l'écurie. Pour les 1 000 kilomètres de Fuji, le pilote japonais Katsunori Iketani (de) renforce l'équipage de la voiture. Les qualifications ne se déroulent pas de la meilleure manière car l'écurie ne réalise que le 34e temps pour se positionner à l'avant-dernière place sur la grille. La course n'est également pas brillante car la voiture abandonne au bout de 110 tours pour cause de problème moteur. L'écurie prend ensuite la direction de l'Australie afin de participer à la dernière manche du championnat, les 360 kilomètres de Sandown Park. Pour cette dernière manche, le pilote australien Neil Crang remplace Tom Dodd-Noble (de). La voiture réussit sa meilleure performance de la saison en qualification en finissant en 6e position, place qu'elle conserve à l'issue de la course à cinq tours de la Sauber C9 victorieuse. L'écurie finit sa saison aux 500 km de Kyalami, course non inscrite au championnat.

### Saison 1989
Le Team Davey poursuit son implication dans le Championnat du monde des voitures de sport avec la Porsche 962C achetée l'année précédente. La voiture a subi une évolution majeure en septembre 1989 avec une substitution de la structure en aluminium par une structure en carbone supposée améliorer la rigidité du châssis. La numérotation du châssis évolue pour devenir le châssis 138.001.

### Saison 1990
En 1990, en plus de la Porsche 962C acquise en 1988, le Team Davey loue une Porsche 962C (Châssis 143) auprès d'un collectionneur de voiture japonais,,. Cette voiture avait originellement été vendue à Vern Schuppan et avait participé aux 24 Heures du Mans ainsi qu'au Championnat du Japon de sport-prototypes . Comme l'autre voiture de l'écurie, elle a une coque en carbone.
Pour la seconde année consécutive, l'écurie inscrit deux voitures à la première manche du Championnat du monde des voitures de sport, les 480 kilomètres de Suzuka. L'une d'entre elles est gérée par la structure du pilote australien Vern Schuppan. Dans cette manche très relevée, car elle regroupe l'ensemble des écuries participant au Championnat du monde des voitures de sport et le Championnat du Japon de sport-prototypes, la voiture suivie par la structure du Vern Schuppan termine la course à une belle 9e place et la voiture pilotée par Tim Lee-Davey et Alfonso Toledano passe le drapeau à damier en 17e position à six tours de la Mercedes-Benz C9 victorieuse. Pour la seconde manche du Championnat du monde des voitures de sport, c'est deux voitures qui sont engagées par l'écurie. La no 19 est aux mains de Bruno Giacomelli et Fulvio Ballabio (en) et la no 20 aux mains de Alfonso Toledano, Bruno Giacomelli et Fulvio Ballabio (en). Les voitures se qualifient respectivement en 22e et 29e positions. Durant le warm-up, le moteur de la no 19 prend feu et de ce fait la voiture ne peut prendre le départ de l'épreuve. La no 20 boucle la course en réalisant 76 tours, à six tours de la Mercedes-Benz C11 victorieuse mais elle est disqualifiée car la voiture avait été pesée sous le poids minimum lors de l'inspection après la course. Pour la troisième épreuve de la saison, les 480 kilomètres de Silverstone, c'est à nouveau deux voitures que l'écurie engage. La no 19 était aux mains de Giovanni Lavaggi et Tim Lee-Davey et la no 20 avec le pilote britannique Paul Scott en remplacement de Bruno Giacomelli et Fulvio Ballabio (en). Les voitures se qualifient respectivement en 28e et 20e positions. La no 19 boucle la course en réalisant 95 tours, à six tours de la Jaguar XJR-11, et la no 20 n'est pas classée pour avoir bouclé son dernier tour trop lentement, un conséquence du quota d'essence alloué a chaque voiture.

### Saison 1991
En 1991, le Team Davey a comme ambition d'engager une voiture dans le Championnat du Japon de sport-prototypes et deux voitures dans le Championnat du monde des voitures de sport. Finalement, il ne s'engage que dans le Championnat du monde des voitures de sport. Pour la première épreuve, les 430 kilomètres de Suzuka, le duo Desiré Wilson / Tim Lee-Davey sont inscrits sur la première Porsche de l'écurie et le duo Beppe Gabbiani / Claudio Langes sur la seconde, mais aucune des Porsche ne s'est finalement présentée à l'épreuve. Pour la seconde épreuve du championnat, les 300 kilomètres de Monza, le Team Davey avait inscrit deux voitures, mais avec comme seul pilote Tim Lee-Davey. Les voitures ne se présentent pas de nouveau. Il s'agit là de la dernière inscription de l'écurie sous son nom dans une épreuve du Championnat du monde des voitures de sport. C'est sous la bannière du Swiss Team Salamin que l'écurie participe aux 24 Heures du Mans 1991. Pour cette épreuve, le Team Davey inscrit des pilotes connus de l'écurie tels que le japonais Katsunori Iketani (en) et le britannique Valentino Musetti (en) ainsi que la pilote autrichienne novice de l'épreuve Mercedes Stermitz (de). Le faible niveau de préparation de la voiture ne lui permet pas de réaliser un temps donnant espoir de se qualifier. C'est la dernière participation d'une voiture à une course automobile de l'écurie Team Davey.

## Résultats en compétition automobile

### 24 Heures du Mans
| Année | Écurie     | Copilotes                                                            | Voiture      | Classe | Tours | Pos. | Class Pos. |
| ----- | ---------- | -------------------------------------------------------------------- | ------------ | ------ | ----- | ---- | ---------- |
| 1988  | Team Davey | Tim Lee-Davey Tom Dodd-Noble (de)                                    | Tiga GC88    | C1     | 5     | Abd. | Abd.       |
| 1989  | Team Davey | Tim Lee-Davey Tom Dodd-Noble (de) Katsunori Iketani (en)             | Porsche 962C | C1     | 308   | 15e  | 11e        |
| 1990  | Team Davey | Katsunori Iketani (en) Max Cohen-Olivar Tim Lee-Davey                | Porsche 962C | C1     | 261   | 26e  | 22e        |
| 1990  | Team Davey | Giovanni Lavaggi Max Cohen-Olivar Tim Lee-Davey                      | Porsche 962C | C1     | 306   | 19e  | 19e        |
| 1991  | Team Davey | Katsunori Iketani (en) Mercedes Stermitz (de) Valentino Musetti (en) | Porsche 962C | C2     | -     | N.q. | N.q.       |

### Championnat du monde des voitures de sport
| Année | Écurie     | Châssis     | Classe | n° | 1        | 2        | 3      | 4        | 5       | 6       | 7       | 8       | 9      | 10      | 11    |
| ----- | ---------- | ----------- | ------ | -- | -------- | -------- | ------ | -------- | ------- | ------- | ------- | ------- | ------ | ------- | ----- |
| 1988  | Team Davey | Tiga GC88   | C1     | 20 | JER      | JAR      | MON    | SIL DNA  | LMS Ab. | BRN DNS | BHC DNA |         |        |         |       |
| 1988  | Team Davey | Porsche 962 | C1     | 20 |          |          |        |          |         |         |         | NÜR Ab. | SPA 8  | FUJ Ab. | SAN 6 |
| 1989  | Team Davey | Porsche 962 | C1     | 20 | SUZ 22   | DIJ 25   | JAR 16 | BHC 14   | NÜR Ab. | DON DNS | SPA Ab. | MEX 11  |        |         |       |
| 1989  | Team Davey | Porsche 962 | C1     | 55 | SUZ 12   | DIJ      | JAR    | BHC      | NÜR     | DON     | SPA     | MEX     |        |         |       |
| 1990  | Team Davey | Porsche 962 | C      | 19 | SUZ      | MNZ DNS  | SIL 13 | SPA 17   | DIJ     | NÜR     | DON     | MON     | MEX    |         |       |
| 1990  | Team Davey | Porsche 962 | C      | 20 | SUZ 17   | MNZ DSQ  | SIL NC | SPA      | DIJ Ab. | NÜR     | DON 17  | MON Ab. | MEX 15 |         |       |
| 1990  | Team Davey | Porsche 962 | C      | 55 | SUZ 9    | MNZ      | SIL    | SPA      | DIJ     | NÜR     | DON     | MON     | MEX    |         |       |
| 1991  | Team Davey | Porsche 962 | C      | 19 | SUZ DNA. | MON DNA. | SIL    | LMS      | NUR     | MAG     | MEX     |         |        |         |       |
| 1991  | Team Davey | Porsche 962 | C      | 20 | SUZ DNA. | MON DNA. | SIL    | LMS      | NUR     | MAG     | MEX     | AUT     |        |         |       |
| 1991  | Team Davey | Porsche 962 | C      | 54 | SUZ      | MON      | SIL    | LMS DNQ. | NUR     | MAG     | MEX     | AUT     |        |         |       |

| Couleur | Résultat                     |
| ------- | ---------------------------- |
| Or      | Vainqueur                    |
| Argent  | 2e place                     |
| Bronze  | 3e place                     |
| Vert    | Terminé, dans les points     |
| Bleu    | Terminé, pas dans les points |
| Violet  | Abandon (Ab.) ou (Ret)       |
| Violet  | Non classé (NC)              |
| Rouge   | Pas qualifié (DNQ)           |
| Noir    | Disqualifié (DSQ)            |
| Blanc   | Pas au départ (DNS)          |
| Blanc   | Forfait (WD)                 |
| Blanc   | N'a pas participé (DNP)      |
| Blanc   | Blessé (INJ)                 |
| Blanc   | Exclu (EX)                   |
| Blanc   | Course annulée (C)           |

### Championnat du Japon de sport-prototypes
| Année | Écurie     | Voiture      | Classe | 1       | 2   | 3   | 4   | 5      | 6   |
| ----- | ---------- | ------------ | ------ | ------- | --- | --- | --- | ------ | --- |
| 1989  | Team Davey | Porsche 962C | C1     | FUJ     | FUJ | FUJ | SUZ | FUJ 13 |     |
| 1990  | Team Davey | Porsche 962C | C1     | FUJ Ab. | FUJ | FUJ | SUZ | SUG    | FUJ |

## Pilotes
- Jürgen Barth (1989)
- Fulvio Ballabio (en) (1990)
- Max Cohen-Olivar (1989)
- Neil Crang (1988)
- Hans-Jürgen Dahmen (1989)
- Tom Dodd-Noble (de) (1988-1989)
- Eje Elgh (1989-1990)
- Bruno Giacomelli (1990)
- Katsunori Iketani (de) (1988-1991)
- Bernard Jourdain (en) (1990)
- Michel Jourdain (en) (1990)
- Giovanni Lavaggi (1990)
- Tim Lee-Davey (1988-1990)
- Val Musetti (en) (1990-1991)
- Peter Oberndorfer (de) (1988-1989)
- Vern Schuppan (1989-1990)
- Mercedes Stermitz (de) (1991)
- Alfonso Toledano (1989-1990)
- Desiré Wilson (1989)